# Creu de Sant Vicenç Ferrer
La Creu de Sant Vicenç Ferrer és una obra de Vilalba dels Arcs (Terra Alta) protegida com a Bé Cultural d'Interès Local.

## Descripció
La creu es troba al costat del camí. Precedit per dos esglaons, hi ha una base rectangular que té la part superior aixamfranada en un semi cavet. La columna té les cares anterior i posterior ovalades i té un relleu en la part superior amb una mena de quadrifoli i al damunt un segment corbat. La creu, que arrenca a sang de la columna, té un crist tallat en relleu.

## Història
La columna i la creu actuals són la reposició d'unes altres que van ser destruïdes durant la Guerra Civil. Es pot llegir la inscripció "el Tercio de Requetés el Alcazar restauró esta cruz".
La base és possiblement l'original, no sembla anterior al 1800. Es pot llegir clarament "Aquí descansó San Vicente Ferré".